# Pineda de l'Artús
La pineda de l'Artús es un indret boscós del municipi de Vidreres a la comarca de la Selva (Girona). La pineda, ocupa una superfície aproximada de 50 ha. La pineda de l'Artús, està situada a 1,5 km al sud de la vila, a prop del mas de l'Artús (Ca l'Artús) i al nord-oest de la urbanització Terrafortuna, a l'oest de la riera de Cabanyes i la carretera C-63.